# Ihmidż
Ihmidż (arab. إهمج) – wieś położona w dystrykcie Dżabal Lubnan, w Kada Dżubajl, w Libanie.
W Ihmidż istnieją dwie kopalnie piasku i jeden kamieniołom. Wioska jest zamieszkana niemal wyłącznie przez chrześcijan maronitów. W Ihmidż znajdują się następujące miejsca kultu:
- Kościół św. Michała
- Kościół św. Zofii
- Kościół Cudownej Matki Bożej z Szir

Z wioski wychodzi szereg oznakowanych szlaków turystycznych. W okresie zimowym funkcjonuje wyciąg narciarski.